# 黎巴嫩希臘正教會基督徒
黎巴嫩希臘正教會基督徒（阿拉伯語：  المسيحية الأرثوذكسية الرومية في لبنان）指的是黎巴嫩境內信仰安条克暨全东方希腊正教牧首区的信徒，這批信徒也是继马龙派之后黎巴嫩境內的第二大基督教教派。黎巴嫩希臘正教會基督徒约占黎巴嫩总人口的 8%。  大部分希腊东正教徒居住在首都贝鲁特、迈坦区、哈斯拜亞和拉謝亞以及北部省的庫拉區和阿卡爾區。